# Префектура Осака
Префекту́ра О́сака (яп. 大阪府, おおさかふ, МФА: [oːsaka ɸu]?) — префектура в Японії, в регіоні Кінкі.  Розташована в центральній частині острова Хоншю, на узбережжі Внутрішнього Японського моря. Адміністративний центр префектури — Осака. Межує з префектурами Нара, Вакаяма, Кіото та Хьоґо. Заснована 1871 року на основі провінцій Сеццу, Кавачі й Ідзумі. Площа становить 1898,47 км². Станом на 1 липня 2012 року в префектурі мешкало 8 864 959 осіб. Густота населення складала 4670 осіб/км². Основою економіки є суднобудування, машинобудування, комерція, туризм. 

## Короткі відомості

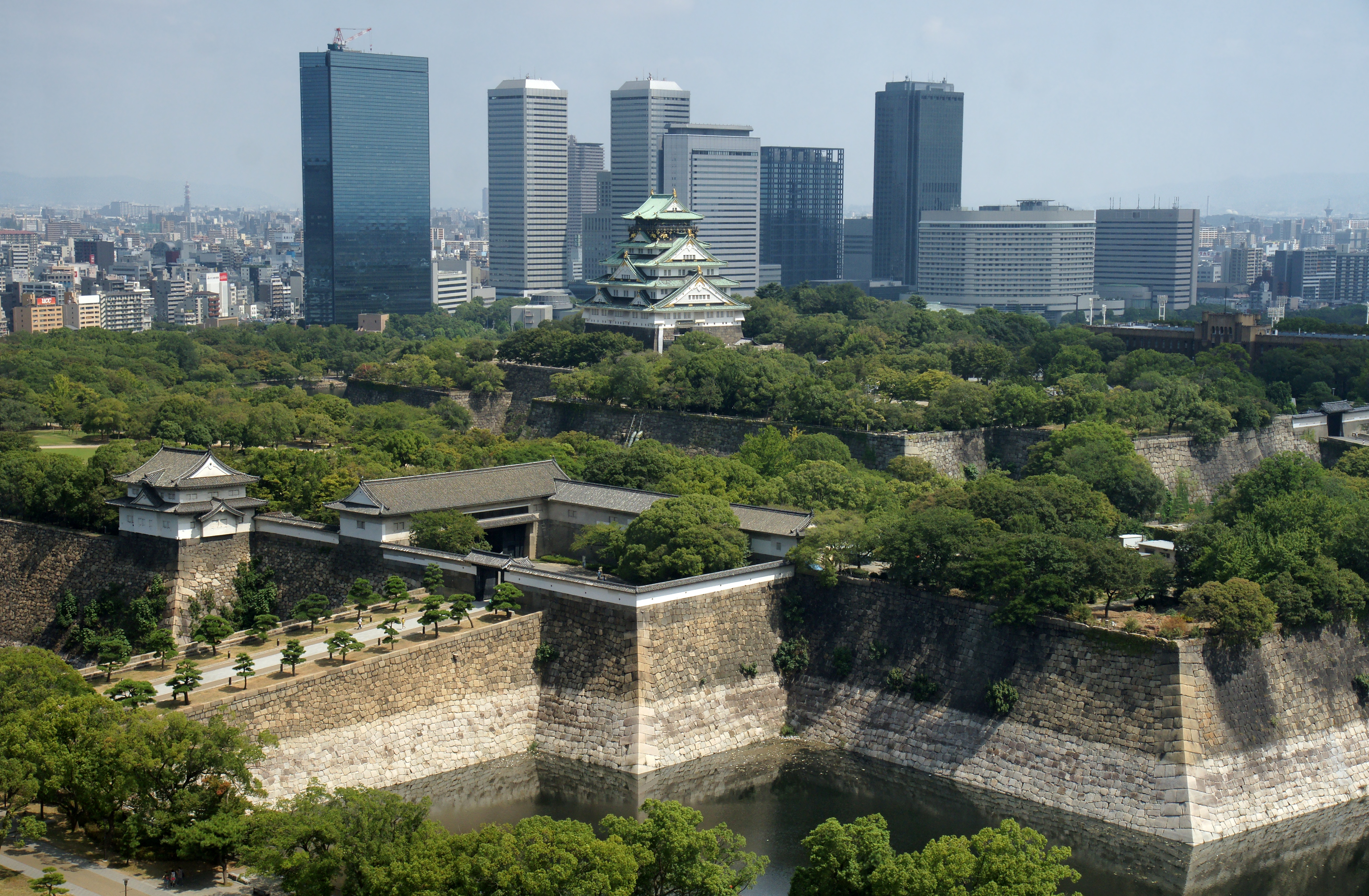
Осацький замок — один з найвідоміших символів префектури

Префектура Осака розташована в центральній частині Японського архіпелагу. Вона лежить на заході регіону Кінкі, на східному березі Внутрішнього Японського моря, в центрі Осацької рівнини. На півночі префектура межує із префектурою Кіото, на сході — з префектурою Нара, на півдні — з префектурою Вакаяма, а на заході — з префектурою Хьоґо. Південний захід омивають води Осацької затоки.
Землі префектури Осака розташовані на території історичних провінцій Ідзумі, Каваті, а також східної частини провінції Сеццу. Ці землі були густо заселені з 4 століття. Вони виконували важливу роль великого торговельного і транспортного району на шляху до столиці Кіото. Первісно район називався Наніва, однак у 16 столітті його стали іменувати Осакою.
За площею префектура Осака посідає передостаннє місце серед усіх префектур Японії. Проте за кількістю населення вона займає другу позицію після Токіо. Площа префектури становить близько 1,8 тисячі км², а кількість населення — 8,8 млн осіб. Більшість мешканців проживає в адміністративному центрі — місті Осака, а також його околицях. Загалом для префектури характерний незначний демографічний ріст населення.
Основою економіки Осаки є комерція, текстильна промисловість, суднобудування, машинобудування, IT технології.

## Історія
- Наніва
- Монастир Шітенно
- Провінція Сеццу
- Провінція Кавачі
- Провінція Ідзумі
- Тойотомі Хідейоші
- Осацький замок
- Осацька кампанія
- Повстання Осіо Хейхатіро

## Транспорт
- Міжнародний аеропорт Кансай